# 러브 앤드 섹스
《러브 앤 섹스》(영어: Love & Sex)는 미국에서 제작된 밸러리 브라이먼 감독의 2000년 코미디 드라마 영화이다. 팜커 얀선, 존 패브로 등이 출연하였고, 티머시 스콧 보가트 등이 제작에 참여하였다.

## 출연
- 팜커 얀선
  - 이본 지마
- 존 패브로
- 노아 에머릭
- 앤 매그너슨
- 셰리 오테리
- 조시 홉킨스
- 로버트 네퍼
- 빈센트 벤트레스카
- 클로디아 크리스천
- 데이비드 슈위머

## 기타 제작진
- 배역: 댄 셰이너, 마이클 테스타
- 미술: 세라 스프롤스
- 의상: 세라 제인 슬로트닉